# 白背黄肉楠
白背黄肉楠（学名：Actinodaphne glaucina）为樟科黄肉楠属下的一个种。

## 扩展阅读
維基物種上的相關：白背黄肉楠